# إدموند ليفي
إدموند إ. ليفي (بالعبرية: אדמונד אליהו לוי، 11 أكتوبر 1941 في البصرة، العراق - 11 مارس 2014) قاضي إسرائيلي في المحكمة العليا في إسرائيل وعضو لجنة اختيار القضاة. في يناير 2012 تم تعيينه من قبل رئيس الوزراء بنيامين نتنياهو لرئاسة لجنة من ثلاثة أعضاء لدراسة الجوانب القانونية لملكية الأراضي في الضفة الغربية. نشر تقرير لجنة التحقيق الذي يشار إليه عادة باسم تقرير ليفي في يوليو 2012.

## السيرة
ولد ليفي في البصرة جنوب العراق وهو من مؤيدي حركة حيروت. هاجر إلى إسرائيل مع والديه وهو في سن العاشرة. نشأ في رمات غان حيث أنهى المدرسة الثانوية في عام 1958. بعد نهاية خدمته العسكرية في عام 1961 بدأ العمل في محكمة صلح الرملة وفي نفس الوقت درس القانون الوضعي في جامعة تل أبيب. كما شغل منصب نائب رئيس بلدية الرملة نيابة عن حزب الليكود لفترة قصيرة. في عام 1969 أنهى دراسة الحقوق وفتح مكتبه الخاص في تل أبيب بعد أن حصل على إجازة المحاماة في عام 1970. في عام 1977 تم تعيينه في منصب قاض عسكري ثم في عام 1979 في منصب قاض الصلح ثم في عام 1984 أصبح قاضي المحكمة الجزئية في تل أبيب.
عين ليفي في المحكمة العليا في أغسطس 2001 مع أيالا بروكاتشياه. كان يرتدي الكيباه التي تمثل الصهاينة المتدينون فيما كانت بروكاتشياه علمانية.
في 24 مارس 2008 انتخب ليفي من قبل قضاة المحكمة العليا للعمل في لجنة اختيار القضاة بدلا من نائب رئيس المحكمة أليعازر ريفلين.
في يناير 2012 تم تعيينه من قبل رئيس الوزراء بنيامين نتنياهو كرئيس لجنة من ثلاثة أعضاء يطلق عليها اسم لجنة البؤرة لدراسة الجوانب القانونية لملكية الأراضي في الضفة الغربية واستعراض التقرير الحكومي لعام 2005 المعروف باسم تقرير ساسون الذي وجد أن عشرات المواقع الاستيطانية بنيت دون موافقة الدولة وعلى أراضي مملوكة لفلسطينيين. رفع ليفي التقرير المكون من 89 صفحة إلى الحكومة الإسرائيلية في 9 يوليو 2012.

## وجهات النظر القانونية والأحكام
كانت الخبرة الرئيسية لليفي في القانون الجنائي وكان صارم وفعال. من بين الأمور الأخرى ترأس محاكمة حظيت بتغطية إعلامية مكثفة من إيجال عامير القاتل السياسي الذي قتل إسحاق رابين وحرص على أن تكون المحاكمة محاكمة جنائية عادية وقد تلقى انتقادات إيجابية وسلبية بسبب هذا الأمر.
كما أصدر حكم تسليم زئيف روزنشتاين إلى الولايات المتحدة حيث اعترف بمشروعية تسليم مواطن إسرائيلي ارتكب جرائم مرتبطة في أراضي دولة أجنبية.
اعتبر ليفي أنشط قاضي في تاريخ المحكمة العليا. كان يتدخل في القرارات الإدارية والحكومية بما في ذلك قوانين الكنيست عندما كان يعتقد أنه من الضروري التدخل حتى في الحالات التي لا تتدخل فيها المحكمة عادة.
لديه حساسية للقضايا الشخصية حيث لم يكن خائفا من رأي الأقلية وأصدر أحكام عديدة. كان القاضي الوحيد الذي لم يوافق على خفض مخصصات الدخل حيث قال: «الحق في العيش حياة كريمة هو جزء لا يتجزأ من الحق في الكرامة الإنسانية». في رأيه يشمل هذا الحق «الحق في ظروف معيشية ملائمة وليس المقصود مجرد عدم الحرمان». انعكست حساسيته للقضايا الإنسانية أيضا في حكمه بإلغاء ممارسة ملزمة للعمال المهاجرين بأصحاب عملهم. وفقا لهذه الممارسة فقد العمال حقهم في البقاء في إسرائيل بمجرد ترك أرباب عملهم. «يجب علينا أن لا نحول فقرهم إلى أداة غير انضباطية والتعدي غير المتناسب على الحقوق الأساسية. نحن نعرف معنى المنفى وأن نكون غرباء لأننا كنا غرباء في أرض مصر كذلك».
أصدر الحكم الأكثر أهمية وفقا لصحيفة هآرتس هو رأي الأقلية له ضد عشرة من زملائه حول فك الارتباط عام 2005 بقطاع غزة: أراد أن يلغي قانون التعويض عن الاخلاء والانسحاب بالكامل.